# 特羅法尼夫卡
48°32′15″N 25°17′58″E / 48.53750°N 25.29944°E
特羅法尼夫卡（烏克蘭語：Трофанівка），是烏克蘭西部的村莊，隸屬伊萬諾-弗蘭科夫斯克州的科洛梅亞區。該村始建於1767年，面積1.75平方公里，2001年人口704，人口密度每平方公里402.3人。